# Один у другого питаєм…
«Один у другого питаєм…» — вірш Тараса Шевченка, написаний 1847 року в Орській фортеці.

## Написання
Збереглося кілька чистових автографів вірша: у «Малій книжці»; у «Більшій книжці»; на окремому аркуші; Також є першодрук вірша у журналі «Народное чтение» (1859, № 6, стор. 133). Автографи не датовано.
Вірш датується за місцем автографа у «Малій книжці» серед творів 1847 року та часом перебування Шевченка, з 22 червня 1847-го по 11 травня 1848 року, в Орській фортеці, орієнтовно: кінець червня — грудень 1847 року, місце написання — Орська фортеця.
Первісний автограф невідомий. Після повернення Аральської описової експедиції до Оренбурга Шевченко наприкінці 1849-го (не раніше 1 листопада) або на початку 1850 року (не пізніше дня арешту поета 23 квітня) переписав вірш з невідомого автографа до «Малої книжки» (під № 13 до восьмого зшитка за 1846—1847 роки). До «Більшої книжки» переписано з «Малої книжки» у Москві 14—15 березня 1858 року (14 березня — дата переписування попередньої поезії «Ще як були ми козаками…») з відміною у рядках 4 («Нащо живем, чого бажаєм» замість «Чого живем, чого бажаєм») та 12 («І стид на тебе понесли» замість «І стид на тебе навели»).
На окремому аркуші поштового паперу під № 2 після поезії «Якби мені черевики…» записано вірш «Один у другого питаєм…». За цими автографами вірші вперше надруковано в журналі «Народное чтение» 1859 року. Очевидно, до журналу «Народное чтение» поет подав їх до свого від'їзду в Україну (не пізніше 24 травня 1859 року — цим числом датовано його записку до Д. О. Хрущова про те, що ближчими днями він виїде з Петербурга). Під автографами підпис: «Т. Ш.» та помітка: «Ценз[ор] Новосельцев» (підпис). Порівняно з автографом у «Більшій книжці» тут є відміна у рядку 9: «Коли б ті діти не росли» замість «Бодай ті діти не росли».
З автографа у «Малій книжці» І. М. Лазаревський зробив список. Списки невідомою рукою. Походять від першодруку.

## Публікація
Вперше вірш введено до збірки творів за «Більшою книжкою» у виданні: «Кобзарь Тараса Шевченка / Коштом Д. Е. Кожанчикова» (СПб., 1867, стор. 373) і того ж року за «Малою книжкою» у виданні: «Поезії Тараса Шевченка» (Львів, 1867, том 2, стор. 220).

## Сюжет
Вірш пов'язаний з поезією «Самому чудно. А де ж дітись?» і відтворює настрої Шевченка в перші місяці заслання: сумні роздуми, потребу переглянути й заново оцінити свої вчинки, прагнення визначити мету й напрям дальшого діяння. Критерієм оцінки життя людини поет вважає її діла. Саме з цього погляду з почуттям високої громадянської відповідальності він підходить до своєї майбутньої невільницької творчості.